# سیارک ۲۱۵۱۴
سیارک ۲۱۵۱۴ (به انگلیسی: 21514 Gamalski، نامگذاری:1998KS48) بیست و یک هزار و پانصد و چهاردهمین سیارک کشف شده‌است که در ۲۲ مه ۱۹۹۸ کشف شد.
قدر مطلق سیارک برابر ۲۳.۴ است.